# Łagerite
Łagerite (bułg. Лагерите) – wieś w Bułgarii, w obwodzie Wielkie Tyrnowo, w gminie Wielkie Tyrnowo. Wieś wymarła.